# Вардар (1923 – 1932)
Вижте пояснителната страница за други значения на Вардар.
„Вардар“ с подзаглавие Лист на Македонското студентско дружество „Вардар“ е български вестник, излизал около година в периода 1923 – 1932 и издаван от редакционен комитет. Печата се в печатницата на Петър Глушков.
| Годишнина | Брой    | Дата                  |
| --------- | ------- | --------------------- |
| I         | 1       | 11 ноември 1923       |
| I         | 2       | 11 май 1924           |
| I         | 3       | 28 юли 1925           |
|           | 4       | май 1926              |
|           | 5       | май 1927              |
|           | 6       | юни 1928              |
|           | 7       | 26 май 1929           |
|           | 8       | 25 май 1930           |
| IХ        | 9 – 10  | 15 март – 21 май 1931 |
| Х         | 11      | март 1932             |
| ХI        | 12 – 13 | юни – септември 1932  |

Първа година е повторена три пъти. Първи брой е посветен на загиналите в Македония дейци на ВМРО Илия Кушев и Любомир Весов. След убийството на Александър Протогеров в 1928 година и разкола във ВМРО, вестникът е на страната на крилото на Иван Михайлов.